# Despocie

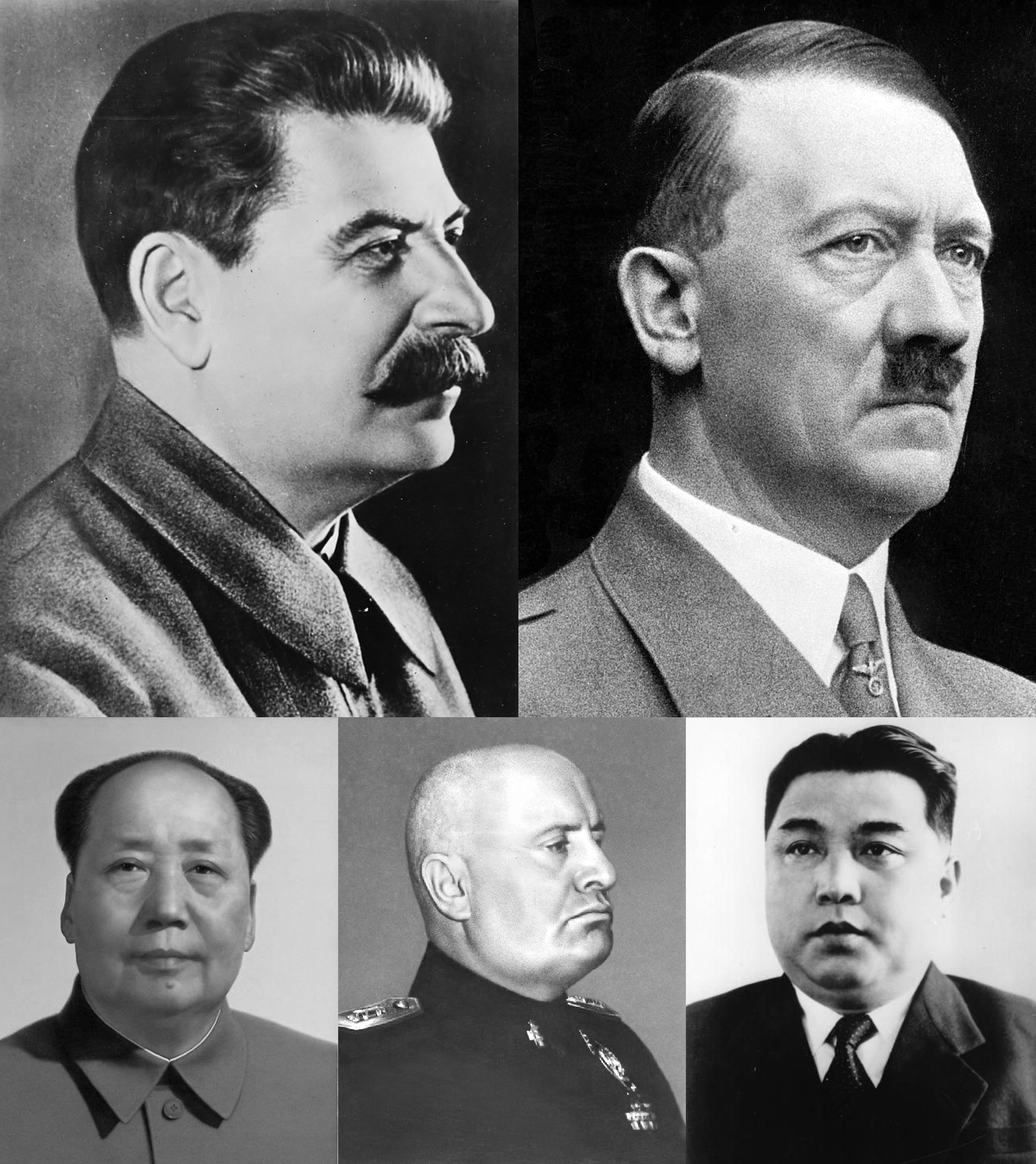
Koláž totalitních vůdců, symbolizující různé formy despocie v historii: Stalin, Hitler, Mao, Mussolini a Kim Il-sung.

Despocie (z řec. despotés, hospodář, pán, panovník) je krajní forma nebo způsob autokratické vlády, která poddaným nepřiznává žádná práva a zachází s nimi jako se svým majetkem, subjekt má zpravidla neomezenou moc, kterou utlačuje lid a omezuje jeho práva.

## Antická filosofie
Despotés je původně pán domu, hospodář. Aristotelés v „Politice“ vysvětluje, že obec (polis) se skládá z jednotlivých hospodářství (oikos). V úplném hospodářství (oikonomia) je trojí různý vztah: „manželský“ vztah otce a matky, „otcovský“ vztah rodičů k dětem a „despotický“ vztah čili vláda hospodáře nad otroky. To je legitimní, protože otrok je jeho majetek a jakýsi „oživený nástroj“, který je třeba ovládat, aby sloužil ke svému účelu. Pokud se ale někteří domnívají, že v obci je to podobně, takže i vladař v obci má panovat „despoticky“, je to podle něho chyba. „Jedno je totiž vláda nad otroky, druhé nad přirozeně svobodnými a sobě rovnými.“ Na jiném místě říká, že tyranie jako zvrhlá forma monarchie je despotická vláda nad obcí (polis). Tak je tomu u Peršanů, kde jsou i vztahy v domě všechny „despotické“ a i synové slouží jako otroci, kdežto u Řeků se rozlišuje vláda nad svobodnými od vlády nad otroky. Také Platón na jednom místě ztotožňuje tyranii a despocii.
Označení despotés a despoina (hospodyně, paní domu) se později užívalo jako panovnický titul, v Byzanci jako titul císaře až do 12. století. Později byl despotés nebo despota titul místních vládců provincií, které se na Balkáně a v Turecku nazývaly „despotáty“ až do 19. století. Naopak v řeckých demokratických obcích dostalo hanlivý politický význam „despota“, podle C. L. von Hallerse patrně kvůli tyranům, „kteří si svěřenou moc přivlastnili a chtěli obec proměnit v jakousi domácnost“.

## Novověké politické myšlení
V tomto smyslu se o despocii hojně diskutovalo už od 17. století. Podle Montesquieua je rozdíl mezi absolutní monarchií a despotismem v tom, že monarcha vládne s absolutní mocí založenou na zákonech, kdežto despota vládne jen podle své vůle a rozmaru. Immanuel Kant definuje despocii jako „zřízení, v němž poddaní nemají žádná práva a žádnou svobodu“.